# Калинченко, Таисия Семёновна
Таи́сия Семёновна Кали́нченко (род. 4 декабря 1949, Дивное, Апанасенковский район, Ставропольский край, РСФСР, СССР) — советская и российская певица, актриса, музыкальный педагог, доцент кафедры музыкального воспитания Российского государственного института сценических искусств. Заслуженная артистка РСФСР (1988).

## Биография
В 1969 году переехала в Ленинград. В 1975 году окончила Ленинградскую государственную консерваторию имени Н. А. Римского-Корсакова по классу вокала. В 1973—1995 годах работала солисткой Ленконцерта.
Лауреат всесоюзных конкурсов советской (1973) и комсомольской песни (1977), дипломант V Международного конкурса «Красная гвоздика» в Сочи (1975). Дважды участвовала во Всесоюзном фестивале эстрадной песни «Песня года» (1973, 1974 — в сопровождении Большого детского хора Всесоюзного радио и Центрального телевидения).
Впервые исполнила вокально-симфоническую поэму Валерия Гаврилина на стихи Альбины Шульгиной «Военные письма» (совместно с Эдуардом Хилем), детский цикл песен Сергея Слонимского на стихи Даниила Хармса, песни  — «Золушка» Игоря Цветкова на стихи Ильи Резника, «Алый парус надежды» Владислава Кладницкого на стихи Людмилы Щипахиной, «Крестики-нолики» Вениамина Баснера на слова Михаила Матусовского и другие известные эстрадные произведения 1970-х годов. Исполняла закадровые песни в детских и музыкальных фильмах «Мой добрый папа» (1970), «Чудак из пятого „Б“» (1972), «А вы любили когда-нибудь?» (1973), «Лев Гурыч Синичкин» (1974), «Всё решает мгновение» (1978).
В 1975 году снялась в главной роли Лены Огородниковой в телевизионном фильме Петра Фоменко «На всю оставшуюся жизнь…»
В 1986 году приезжала в Афганистан с концертами в воинских частях, выступала в Панджшере.
В 1990-х годах после развала Ленконцерта участвовала в концертах по линии общества «Знание», которое, однако, также пришло в упадок. Некоторое время пела романсы в ресторане, затем выступала в Театре эстрады; перешла в Санкт-Петербургскую государственную академию театрального искусства преподавателем вокала.
Живёт в Санкт-Петербурге. Вдова. Муж Владимир Георгиевич Дзюба — капитан-подводник (1951—2024). Сын Таисии Калинченко Алексей погиб при невыясненных обстоятельствах.

## Фильмография
| Год  |     | Название                    | Роль                     |
| ---- | --- | --------------------------- | ------------------------ |
| 1975 | тф  | На всю оставшуюся жизнь…    | Лена Огородникова        |
| 1980 | кор | Три песни Валерия Гаврилина | солистка                 |
| 1981 | тф  | Город встречает друзей      | Имя персонажа не указано |
| 1990 | ф   | Сатана                      | эпизод                   |
| 1993 | кор | Трамвай удачи               | эпизод                   |
| 2009 | док | Возвращение. Эдуард Хиль    | Таисия Калинченко        |

### Вокал
- 1970 — Мой добрый папа — песня «Солнце смеётся, солнце смеётся…» (нет в титрах)
- 1972 — Чудак из пятого «Б» — «Песенка будущих друзей»
- 1973 — А вы любили когда-нибудь? — партии Оли
- 1974 — Лев Гурыч Синичкин — партии Лизоньки
- 1978 — Всё решает мгновение — песня «Забурлит очень скоро в бассейне вода…» (нет в титрах)